# Pedro Gamarro
Pedro Gamarro (Machiques, 1955. január 8. – Maracaibo, 2019. május 7.) olimpiai ezüstérmes venezuelai ökölvívó.

## Pályafutása
Az 1976-os montréali olimpián váltósúlyban ezüstérmet nyert. 1975-ben és 1983-ban a pánamerikai játékokon bronzérmes lett ugyan ebben a súlycsoprotban.

## Sikerei, díjai
- Olimpiai játékok – váltósúly
  - ezüstérmes: 1976, Montréal